# Condado de Martin (Kentucky)
El condado de Martin (en inglés: Martin County), fundado en 1870, es uno de 120 condados del estado estadounidense de Kentucky. En el año 2000, el condado tenía una población de 12,578 habitantes y una densidad poblacional de 21 personas por km². La sede del condado es Inez.

## Geografía
Según la Oficina del Censo, el condado tiene un área total de 598 km² (230,9 mi²), de la cual 598 km² (230,9 mi²) es tierra y 0 km² (0 mi²) (0.0%) es agua.

### Condados adyacentes
- Condado de Lawrence (noroeste)
- Condado de Wayne (noreste)
- Condado de Mingo (sureste)
- Condado de Pike (sur)
- Condado de Floyd (suroeste)
- Condado de Johnson (oeste)

## Demografía
Según la Oficina del Censo en 2000, los ingresos medios por hogar en el condado eran de $18,279, y los ingresos medios por familia eran $21,574. Los hombres tenían unos ingresos medios de $31,994 frente a los $18,011 para las mujeres. La renta per cápita para el condado era de $10,650. Alrededor del 37.00% de la población estaban por debajo del umbral de pobreza.

## Localidades
- Beauty
- Inez
- Job
- Lovely
- Laura
- Pilgrim
- Tomahawk
- Warfield